# 嘉納治兵衛 (7代)
嘉納 治兵衛（かのう じへえ、旧姓・中村、旧名・正久、1862年1月31日（文久2年1月2日） - 1951年（昭和26年）1月22日）は、日本の酒造家、実業家、兵庫県多額納税者。武庫汽船社長。灘商業銀行頭取。嘉納合名代表社員。灘育英会、白鶴美術館各理事長。全国酒造組合連合会会長。族籍は兵庫県平民。

## 人物
奈良西御門町（現奈良市）生まれ。中村尭圓の三男。1889年、先代けいの入夫となり家督を相続する。酒造業を営む。茶人としても知られる。貴族院多額納税者議員選挙の互選資格を有する。1929年、養子純に家督を譲り分家する。住所は兵庫県武庫郡御影町、同郡住吉村。

## 家族・親族
嘉納家
- 養父・治兵衛[1][7]
- 妻・けい（養父治兵衛の長女）[1][7]
- 養女・美江（大阪、井上浅の長女）[1]
- 養子・純（兵庫県多額納税者、酒造業、嘉納合名代表、八代目嘉納治兵衛）[6]
  - 同長男・正治[6]
  - 同二男・信治[6]

中村家
- 兄 中村雅真（貴族院多額納税者議員）[8]